# DPM1
DPM1 (англ. Dolichyl-phosphate mannosyltransferase subunit 1, catalytic) – білок, який кодується однойменним геном, розташованим у людей на короткому плечі 20-ї хромосоми. Довжина поліпептидного ланцюга білка становить 260 амінокислот, а молекулярна маса — 29 634.
| 10         |  | 20         |  | 30         |  | 40         |  | 50         |
| ---------- |  | ---------- |  | ---------- |  | ---------- |  | ---------- |
| MASLEVSRSP |  | RRSRRELEVR |  | SPRQNKYSVL |  | LPTYNERENL |  | PLIVWLLVKS |
| FSESGINYEI |  | IIIDDGSPDG |  | TRDVAEQLEK |  | IYGSDRILLR |  | PREKKLGLGT |
| AYIHGMKHAT |  | GNYIIIMDAD |  | LSHHPKFIPE |  | FIRKQKEGNF |  | DIVSGTRYKG |
| NGGVYGWDLK |  | RKIISRGANF |  | LTQILLRPGA |  | SDLTGSFRLY |  | RKEVLEKLIE |
| KCVSKGYVFQ |  | MEMIVRARQL |  | NYTIGEVPIS |  | FVDRVYGESK |  | LGGNEIVSFL |
| KGLLTLFATT |  |            |  |            |  |            |  |            |

A: Аланін

C: Цистеїн

D: Аспарагінова кислота

E: Глутамінова кислота

F: Фенілаланін

G: Гліцин

H: Гістидин

I: Ізолейцин

K: Лізин

L: Лейцин

M: Метіонін

N: Аспарагін

P: Пролін

Q: Глутамін

R: Аргінін

S: Серин

T: Треонін

V: Валін

W: Триптофан

Кодований геном білок за функціями належить до трансфераз, глікозилтрансфераз, фосфопротеїнів. 
Задіяний у такому біологічному процесі, як ацетилювання. 
Локалізований у ендоплазматичному ретикулумі.